# Бауска (район)
Бауска (на латвийски: Bauskas rajons) е район на Латвия попадащ в историческата област Земгале. Организиран е на един град и 15 епархии, всяка от които има местна правителствена власт. Административен център е град Бауска. Населението на региона е 51 974 души, а територията 1880 km2.

## Населени места
- Бауска
- Барбеле
- Брунава
- Церауксте
- Цоде
- Давиня
- Галиши
- Иецава
- Ислице
- Межотне
- Рундале
- Скаисткалне
- Стелпе
- Свитене
- Вецсауле
- Вецумниеки
- Виестури